# IBM 350

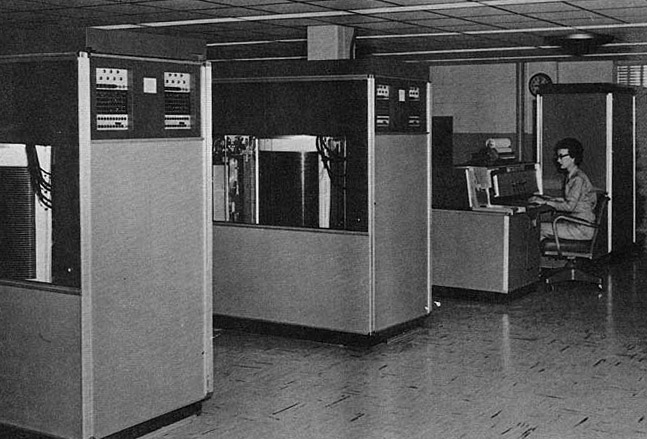
IBM 305 RAMAC, links und mittig IBM 350

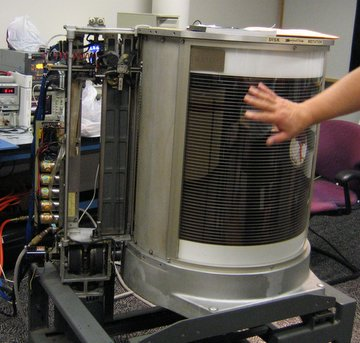
Plattenstapel einer IBM 350

Die IBM 350 war das weltweit erste Festplattenlaufwerk und wurde am 14. September 1956 als Bestandteil des Computers IBM 305 RAMAC der Öffentlichkeit vorgestellt. RAMAC steht für Random Access Method of Accounting and Control.
Die Entwicklung des Laufwerkes begann Anfang der 1950er Jahre in einem neuen Forschungszentrum von IBM in San José (Kalifornien) unter der Leitung von Reynold B. Johnson. Lochkarten waren bis dahin noch Stand der Technik und Geschäftsgrundlage von IBM. Die Anwender mussten sie jeweils aufgabengerecht umsortieren und dazu häufig auf Tischen auslegen. Nach Alternativen suchte IBM erst, als der schärfste Konkurrent Remington Rand die technisch führenden Hersteller von Trommelspeichern (ERA) und dem UNIVAC mit Magnetband (EMCC) aufkaufte. Das neue Team von IBM suchte eine Lösung, die kurze Zugriffszeit mit großer Speicherkapazität verband. Die Entscheidung zur Realisierung der Idee eines Plattenspeichers fiel im April 1953.
Eine IBM 350 ist 173 Zentimeter hoch, 152 Zentimeter breit und 74 Zentimeter tief. Sie fasst etwa 5 Millionen 6-Bit-Zeichen. Das sind umgerechnet 3,75 Megabytes. Sie enthält 50 Aluminiumplatten von 61 Zentimeter Durchmesser (24 Zoll), die beidseitig magnetisierbar mit Eisenoxid beschichtet und in Abständen von 8 mm auf eine Welle gestapelt sind. Der Plattenstapel rotiert mit 1200 Umdrehungen pro Minute. Zum Speichern und Lesen von Daten werden zwei Arme mit Schreib- und Leseköpfen vertikal zu den jeweiligen Platten und anschließend unter oder über diese gefahren. Die Köpfe werden mit Druckluft auf Abstand zu den Platten gehalten. Ein entsprechender Kompressor ist in der IBM 350 enthalten. Die Zugriffszeit beträgt durchschnittlich 0,6 Sekunden. Dier Leistungsaufnahme betrug knapp 2,5 Kilowatt
IBM 350 wurden nicht verkauft, sondern für 650 US-Dollar pro Monat vermietet. Am 18. August 1969 wurden alle wieder vom Markt genommen.